# Скородное (Брагинский район)
Скородное (бел. Скароднае) — упразднённая деревня в Комаринском сельсовете Брагинского района Гомельской области Беларуси.

## География

### Расположение
В 71 км на юг от Брагина, 25 км от железнодорожной станции Посудово (на линии Овруч — Полтава).

## Транспортная сеть
Транспортные связи по просёлочной, затем автомобильной дороге Комарин — Брагин.
Планировка состоит из короткой, почти прямолинейной улицы, близкой к широтной ориентации. Застройка деревянными домами усадебного типа.

## История
Основан в начале XX века переселенцами из соседних деревень. В 1932 году организовался колхоз. В 1959 году входила в состав колхоза «Красная Украина» (центр — деревня Гдень).
С 29 ноября 2005 года исключена из данных по учёту административно-территориальных и территориальных единиц.

## Население
После катастрофы на Чернобыльской АЭС и радиационного загрязнения жители (21 семья) переселены в 1986 году в чистые места.

### Численность
- 1986 год — жители (21 семья) переселены

### Динамика
- 1959 год — 110 жителей (согласно переписи)
- 1986 год — жители (21 семья) переселены